# Statistična razpršenost
Statistična razpršenost (tudi statistična variabilnost, disperzija ali variacija) je v opisni statistiki variiranje statističnih spremenljivk v populaciji okoli srednje vrednosti.

## Mere statistične razpršenosti
Pod pojmom razpršenost razumemo variranje (odklanjanje) vseh ali dela individualnih vrednosti neke populacije (npr. variranje telesne teže 100 naključno izbranih ljudi) okoli mere sredine. Sredina se lahko pojavlja v več oblikah, med drugimi mediana, aritmetična sredina ali modus. Če so vsi podatki identični in se ne odklanjajo od mere sredine, je razpršenost enaka nič. Velik povprečni odklon individualnih vrednosti od povprečne vrednosti populacije pomeni veliko razpršenost. Ena bolj pomembnih mer razpršenosti je varianca. Standardni odklon je drugi koren variance in je bolj razširjena oblika za ponazoritev variiranja kot varianca.
Druge mere razpršenosti so različni razmiki (variacijski razmik, kvartilni razmik, decilni razmik) in odkloni (varianca, standardni odklon, kvartilni odklon in povprečni absolutni odklon). Nobena izmed mer ne more biti negativna, najbolj redka vrednost pa je nič.